# Viguieranthus
Viguieranthus là một chi thực vật có hoa trong họ Đậu.